# Arachnodes insularis
Arachnodes insularis là một loài bọ cánh cứng trong họ Bọ hung (Scarabaeidae).